# Friedrich Probst
Friedrich Probst (* 23. Jänner 1938 in Graz; † 2. August 2009 in Hartberg) war ein österreichischer Politiker (FPÖ) und Pharmareferent. Probst war von 1979 bis 1990 sowie von 1991 bis 1994 Abgeordneter zum Nationalrat.

## Ausbildung und Beruf
Probst besuchte nach der Volksschule ein Gymnasium und schloss dieses 1958 mit der Matura ab. Er studierte zudem an der Universität Wien und absolvierte eine Industrieausbildung in Pharmakologie. 1965 trat er in die Firma „Bertalanffy-EBEWE Arzneimittel GmbH“ ein und war in der Folge als Pharmareferent tätig.

## Politik
Probst war zwischen 1973 und 1978 sowie von 1978 bis 1979 Gemeinderat in Graz und während dieser Zeit auch Obmannstellvertreter der FPÖ-Gemeinderatsfraktion. Er vertrat danach die FPÖ vom 30. November 1979 bis zum 4. November 1990 sowie erneut vom 22. Oktober 1991 bis zum 30. Juni 1994 im Nationalrat. 
Ab 1973 übte er das Amt des Bundesobmann des Verbandes der wissenschaftlichen Mitarbeiter in der Pharma-Industrie aus und war Präsident der Weltdachorganisation dieses Verbandes (UIADM). Zudem war er Mitglied des Theaterausschusses der Vereinigten Bühnen Land Steiermark in der Stadt Graz und Präsident des Schulsportverbandes Steiermark. Nach seinem Ausscheiden aus der Politik versuchte Probst 2005 den Wiedereinstieg. Er kandidierte bei der Gemeinderatswahl 2005 in Weinitzen für die FPÖ, nachdem der bisherige FPÖ-Bürgermeister die Orts-FPÖ aufgelöst und eine Namensliste gegründet hatte. Während der ehemalige FPÖ-Bürgermeister sein Amt bei der Wahl behaupten konnte, scheiterte Probst am Einzug in den Gemeinderat.